# Emil Friedrich
Emil Friedrich (* 13. März 1885 in Großberndten; † 1965) war ein deutscher Gewerkschaftsfunktionär, Kämpfer gegen den Kapp-Putsch und Kommunalpolitiker (SPD/SED).

## Leben
Friedrich wuchs in einer kinderreichen Familie auf und wurde von der Mutter allein erzogen. Schon im Alter von neun Jahren musste er in der Landwirtschaft mitarbeiten. Nach dem Besuch der Volksschule erlernte er den Beruf des Zimmerers. Im Jahr 1902 wurde er Mitglied in der Gewerkschaft und in der SPD. Im Zimmererverband übte er die Funktion des Kassierers aus. 1908 nahm er eine Arbeit in Weimar auf und war Streikleiter beim großen Bauarbeiterstreik 1910. Im Jahr 1912 war er der Vorsitzende der Agitationskommission des SPD-Landesverbandes Sachsen-Weimar. Von 1914 bis 1924 war er der Vorsitzende des örtlichen ADGB-Kartells. 1915 wurde er zum Heeresdienst eingezogen und in Österreich stationiert. Nach dem Ende des Ersten Weltkrieges übte er in Weimar den Vorsitz im Arbeiter- und Soldatenrat aus, und 1920 gehörte er zum Aktionsausschuss gegen den Kapp-Putsch in Weimar, bei dessen Niederringung neun Todesopfer zu beklagen waren. In der zweiten Hälfte der 1920er Jahre war er SPD-Stadtrat und zugleich Vorstandsmitglied im Weimarer Konsumverein. Zwei Jahre später, am 1. Mai 1922, wurde das von Walter Gropius entworfene „Denkmal für die Märzgefallenen“ auf dem Weimarer Friedhof eingeweiht. Über 4000 Teilnehmer nahmen am Demonstrationszug vom Volkshaus zum Friedhof teil. Die anschließende Kundgebung war eine der größten, die Weimar bis dahin erlebt hatte. Die Gedenkansprache hielt Emil Friedrich.
Nach der Befreiung vom Nationalsozialismus gehörte Friedrich dem Anti-Nazi-Komitee an und organisierte die Entnazifizierung der Weimarer Stadtverwaltung. Dann wurde er Leiter des Bauamtes. Die Gründung des Bundes demokratischer Sozialisten durch Hermann Brill kritisierte er als diesem vorrangig karrieredienlich. Im Jahr 1946 wurde er durch die Zwangsvereinigung von SPD und KPD Mitglied der SED. Als er sich 1948 weigerte, der Familie Sachsen-Weimar Entschädigungen für abgebrochene Baumaterialien zu zahlen, und ihn OB Gerhard Hempel deswegen entlassen wollte, führte das zum Rücktritt des Oberbürgermeisters.